# NK Ankaran Koper
NK Ankaran Koper (słoweń. Nogometni Klub Ankaran Hrvatini) – słoweński klub piłkarski, mający siedzibę w mieście Koper w południowo-zachodniej części kraju.

## Historia
Chronologia nazw:
- 1966: NK Ankaran Hrvatini
- 2017: NK Ankaran Hrvatini Koper

Klub piłkarski NK Ankaran Hrvatini został założony w miejscowości Ankaran 18 października 1966 roku. Do 1991 roku występował w niższych ligach mistrzostw Jugosławii. Po rozpadzie Jugosławii w sezonie 1991/92 debiutował w lidze regionalnej Littoral, gdzie zajął 9.miejsce i został zdegradowany do czwartej ligi, która otrzymała nazwę liga regionalna Littoral. Dopiero w sezonie 1996/97 zwyciężył w lidze regionalnej Littoral i awansował do trzeciej ligi. Po siedmiu sezonach w grupie zachodniej 3. SNL zespół w sezonie 2003/04 zajął 6.miejsce i spadł z powrotem do ligi regionalnej Littoral. W sezonie 2008/09 zwyciężył w lidze regionalnej Littoral i zdobył promocję do trzeciej ligi. Cztery lata później w 2013 zdobył mistrzostwo grupy zachodniej 3. SNL i awansował do drugiej ligi. W sezonie 2016/17 zajął trzecie miejsce w 2. SNL, które premiowało awansem do pierwszej ligi. W 2017 klub przeniósł swoją siedzibę do pobliskiego Kopru. W sezonie 2017/18 debiutował na najwyższym poziomie rozgrywek, zajmując ostatnie 10.miejsce.

## Sukcesy

### Trofea międzynarodowe
Nie uczestniczył w rozgrywkach europejskich (stan na 31-05-2018).

### Trofea krajowe
Słowenia
| \| \| Zdobyte trofea w rozgrywkach Słowenii (stan na: 31-05-2018) \| |                                                             |      |                           |
| Rozgrywki                                                            | Osiągnięcie                                                 | Razy | Sezon(y)                  |
| Mistrzostwo                                                          | I miejsce                                                   | 0    |                           |
| Mistrzostwo                                                          | II miejsce                                                  | 0    |                           |
| Mistrzostwo                                                          | III miejsce                                                 | 0    |                           |
| Mistrzostwo                                                          | 10 miejsce                                                  | 1    | 2017/18                   |
| Puchar                                                               | zdobywca                                                    | 0    |                           |
| Puchar                                                               | finalista                                                   | 0    |                           |
| Puchar                                                               | 1/8 finału                                                  | 3    | 2010/11, 2012/13, 2013/14 |
| II liga                                                              | I miejsce                                                   | 0    |                           |
| II liga                                                              | II miejsce                                                  | 0    |                           |
| II liga                                                              | III miejsce                                                 | 1    | 2016/17                   |
| Słowenia                                                             | Zdobyte trofea w rozgrywkach Słowenii (stan na: 31-05-2018) |      |                           |

- 3. SNL (D3):
  - mistrz (1x): 2012/13
  - wicemistrz (1x): 2011/12
  - 3.miejsce (1x): 1997/98, 1999/2000

## Stadion
Klub rozgrywa swoje mecze domowe na stadionie Športni park Nova Gorica w Novej Goricy, który może pomieścić 3066 widzów oraz na stadionie Športni center Dravograd w Dravogradzie, który może pomieścić 1918 widzów. Wcześniej do lata 2016 grał na ŠRC Katarina w Ankaranie, który mieścił 1000 widzów, a potem na stadionie Bonifika w Koprze, który mieścił 4221 widzów.